# 九州産交バス山鹿営業所
九州産交バス山鹿営業所（きゅうしゅうさんこうバスやまがえいぎょうしょ）は九州産交バスの営業所の一つ。

## 所在地
熊本県山鹿市中央通 山鹿バスセンター内
※車両・乗務員待機所はバスセンター開設前の旧営業所車庫
当営業所の他に山鹿市石1252-4に鍋田車庫、鹿本郡植木町（現・熊本市北区植木町）後古閑に鹿南車庫、北区役所（旧植木町役場）裏側に植木駐車場があり、各車庫に10台程が駐在されている。
鹿南車庫は九州産業交通時代には熊本都市圏（京町・四方寄経由）から鹿南中学校行きとして大型車も駐在していたが後に上記の植木駐車場が開設されると大型車は全て植木駐車場へ移動になり、産交バス㈱（産交観光バス）熊本・玉名両営業所の駐在車庫として中型車が数台駐在するのみが続いたが、2019年（令和元年）10月のダイヤ改正時に熊本都市圏内幹線からの鹿南中学校行きが復活し、また大型車による鹿南車庫駐在も十数年ぶりに復活したため、現在は九州産交バス直轄・産交バス㈱の共用車庫となっている。以前は山鹿市への直通路線が多かったため山鹿営業所車庫配置車が大半を占めていたが、2019年10月のダイヤ改正によって多くの便が植木地区（植木駐車場、鹿南中学前、田原坂ニュータウン・木留、小野泉水公園）発着に短縮された関係で鹿南・植木両駐在車庫に配置する車両が多数となったのと、山鹿バスセンター開設に伴い旧営業所のスペースの関係上、近隣に鍋田車庫を設けている為、山鹿営業所車庫内の配置車の方が少ない。

## 担当路線
- 主に熊本市中心部と市北部（京町・池田・徳王・大窪・四方寄・鹿子木・植木町）および熊本市北側の熊本都市圏を担当する。このほか、産交バス路線の山鹿産交から菊池市とを結ぶ路線や、JR九州バスから引き継いだ山鹿線（南関上町－山鹿間ならびに山鹿・菊池－大津間）、山鹿 －玉名市間を結ぶ路線（大半は玉名営業所による運行）も運行している。

かつては山鹿－熊本市間には来民中町経由ならびに国道3号新道経由（山鹿大橋口－宮原）といった系統も多く運行されていたが、2019年10月のダイヤ改正に伴う系統・便数大幅見直しによってこれらの系統は全て廃止され、日中における運行本数も過去には1時間あたり5～8便ほど運行されていたが、ダイヤ改正以降は1時間に1便ないし2便に激減された。
また、過去には2013年10月1日より阿蘇くまもと空港と山鹿温泉・平山温泉とを結ぶ快速バス「山鹿・平山温泉号」の運行を開始したが、2014年3月31日をもって運行を終了した。
- 熊本桜町バスターミナルを「桜町BT」、山鹿バスセンターを「山鹿BC」と省略。
- 都合上「山鹿」（もしくは「山鹿」寄り）を起点表記とする。
- 山鹿営業所担当のバス路線は下記の路線図のを表記。なお、運行経由地の中で『文字太』表記の停留所は終点とする便が設定されていることを意味する。

「産交バス南関・山鹿地区路線図（2023年10月1日現在）」
「産交バス玉名地区路線図（2024年10月1日現在）」
「産交バス山鹿・菊池地区路線図（2024年10月1日現在）」
「産交バス熊本市周辺路線図（2024年10月1日現在）」

### 山鹿BC発着路線
| 路線名                                  | 案内番号 | 起点         | 運行経由地                                                                                 | 終点       | 備考                                                          |
| --------------------------------------- | -------- | ------------ | ------------------------------------------------------------------------------------------ | ---------- | ------------------------------------------------------------- |
| 山鹿－熊本 （来民バイパス経由）         | A5-1     | 山鹿BC       | －十三部－日置－豊田－植木－京町本丁－桜町BT－熊本駅前－                                   | 田崎橋     |                                                               |
| 山鹿－熊本 （日置経由）                 | A5-2     | 山鹿BC       | －山鹿郵便局前－日置－豊田－植木－京町本丁－桜町BT－熊本駅前－                             | 田崎橋     |                                                               |
| 山鹿－熊本 （植木温泉経由）             | A5-3     | 山鹿BC       | －山鹿郵便局前－日置－植木温泉－豊田－植木－京町本丁－                                     | 桜町BT     | 本数少                                                        |
| 南関－山鹿線                            | 45       | 山鹿市役所前 | －山鹿BC－平山温泉元湯前－三加和総合支所入口－三加和温泉－小原－南関ターミナル－           | 南関上町   | ※旧・JR九州バス「山鹿線」                                     |
| 山鹿－玉名 （菊水インターチェンジ経由） | 54       | 山鹿BC       | －城北高校前－江田－新玉名駅－九州看護福祉大学－                                           | 玉名駅     | 平日朝2便のみ「九州看護福祉大学」は通過、玉名営業所との共管。 |
| 山鹿－玉名 （米の岳経由）               | 58       | 山鹿BC       | －山鹿郵便局前－山鹿大橋口－鹿央市民センター前－江田－新玉名駅－玉名市役所前－             | 玉名駅     | 玉名営業所との共管。                                          |
| 菊池線                                  | -        | 山鹿BC       | －十三部－鹿本町老人ホーム前－遊蛇口－                                                     | 菊池産交   |                                                               |
| 大津線 （菊池温泉・翔陽高校経由）       | -        | 山鹿BC       | －十三部－鹿本農高前－水辺プラザ－菊池プラザ－菊池温泉－伊坂－ホンダウェルカムパーク入口－ | 肥後大津駅 | ※旧・JR九州バス「山鹿線」、大津営業所との共管。               |

### 上記以外の担当路線
| 路線名                                          | 案内番号  | 起点               | 運行経由地                                                                               | 終点         | 備考 |
| ----------------------------------------------- | --------- | ------------------ | ---------------------------------------------------------------------------------------- | ------------ | --- |
| 富尾団地－西部車庫                              | A1-1→T3-0 | 富尾団地           | －山伏塚－京町本丁－桜町BT－熊本駅前－田崎市場前－                                       | 西部車庫     | 富尾団地－交通センター（現・桜町BT）は元・池田京町線、熊本都市バスからの譲渡路線。 熊本営業所との共管。 |
| 富尾団地－若葉校                                | A1-1→K1-1 | 富尾団地           | －山伏塚－京町本丁－通町筋－水前寺駅通り－県庁前－動植物園前－                           | 若葉校       | 元・池田健軍線、熊本都市バスからの譲渡路線。 富尾団地発は平日夕1便のみ運行。                            |
| 木留・田原坂ニュ－タウン－桜町BT・田崎橋        | A2-1      | 木留               | －田原坂ニュ－タウン－植木宮の前－北部まちづくりセンター前－京町本丁－桜町BT－熊本駅前－ | 田崎橋       | |
| 田原坂ニュータウン ➝ 山鹿線（来民バイパス経由） | -         | 田原坂ニュ－タウン | →植木宮の前→植木→豊田→日置→十三部→                                                       | 山鹿BC       | 平日朝2便のみ運行（田原坂ニュータウン始発片運用）。                                                     |
| 鹿南中学－田崎橋                                | A3-1      | 鹿南中学校前       | －植木－北部まちづくりセンター前－京町本丁－桜町BT－熊本駅前－                           | 田崎橋       | |
| 植木駐車場－桜町BT                              | A4-1      | 植木駐車場         | －北区役所－植木－北部まちづくりセンター前－京町本丁－                                   | 桜町BT       | |
| 小野泉水公園－桜町BT                            | A4-2      | 小野泉水公園       | －北区役所－植木－北部まちづくりセンター前－京町本丁－                                   | 桜町BT       | |
| 小野泉水公園－県会議事堂                        | A4-2→K6-0 | 小野泉水公園       | －北区役所－植木－北部まちづくりセンター前－京町本丁－通町筋－水前寺駅通り－県庁前－     | 県会議事堂前 | 平日朝夕のみ運行、県庁方面からの復路系統番号は「A4-2」。                                                |

## 山鹿・平山温泉号（廃止）
山鹿・平山温泉号（やまが・ひらやまおんせんごう）は、過去において産交バス山鹿営業所が運行していた熊本県内の快速バスである。2014年3月31日をもって運行終了した。

### 停車箇所
平山温泉前－山鹿バスセンター－山鹿温泉プラザ前－日置－宮原－植木IC－植木三丁目－野々島公民館前－合志市役所前－沖野公民館入口－光の森駅前－廣街道－村の上－菊陽町役場前－阿蘇くまもと空港
- 空港行きは、山鹿バスセンターは2番のりばから発車する。山鹿行きは、阿蘇くまもと空港は2番のりばから発車する。
- 1日4往復。所要時間は、空港－山鹿間で1時間40分。
- このほか、光の森駅－空港間の快速バス「光の森号」もあった。（光の森駅－空港間の途中停車箇所は本路線と同じ。こちらは大津営業所が担当した）

### 乗車券等
本路線は「光の森号」と同様、SUNQパス（北部九州版・全九州版）・TO熊カード・産交バス回数券・下通り交通券は使えるが、わくわく1dayパス（熊本県内版を含む）は使用不可であった。

## 車両
- 基本的に国産4メーカーでの導入となっているが、大型車・中型車を含め導入割合としてはいすゞ・日産ディーゼル（当時、現「UDトラックス」）車が最も多い。日野車は少数派である(産交唯一の純正車体ブルーリボンシティも配属されていた)。また、中型車に三菱車もごく少数ではあるが存在する他、2014年10月には元神戸市交通局のエアロスター（前後扉・ツーステップ）が5台導入され、そのうち3台が当営業所に配属された。その一方で、最近では経年化を迎えた車両においては近年のコスト削減などにより従来からの新車での導入を差し控え、本州大都市において使用されていた県外他事業者（川崎鶴見臨港バス、京浜急行バス、横浜市交通局、西武バス、大阪市交通局、神戸市交通局など）からの移籍車両へ徐々に置き換えられている。また、ノンステップバスも購入され、その中には1998年において小島営業所（現在の熊本営業所）とともにドイツのネオプラン・セントロライナーN4011といった日本にも数少ない輸入車も1台のみ長年にわたって保有していたが、晩年には熊本営業所へ転属し僚車と共に熊本交通センターから熊本港間のオーシャンアローシャトルバス専用車として用いられるも、2013年2月に運用離脱・廃車されている。2008年には新製時に松橋営業所（砥用線→国町駐在）に配置されていたキュービック（アイ・ケイ・コーチ製）が転属して来たが、2013年に大阪市交通局からの移籍車両に置き換えられたと同時に廃車となった。
- 大阪市交通局からの移籍導入車両(日野ブルーリボン)10台(山鹿・松橋各5台)の当営業所は全車在籍(松橋は全廃)。
- 2024年11月現在で九州産交バス籍として最古参の平成8年式、いすずキュービック（KC-LV280N・いすゞバス製造）が新製時より配置されている。同時期に同形式車を西工58MCを4台含め10台導入した中で唯一の現役車両。
- 産交バス（旧産交観光バス）路線などの熊本都市圏を運行しない路線においては、比較的道幅が狭い場所なども運行するため、いすゞ・ジャーニーKなどを中心とする中型車や、日野・リエッセなどの小型車において用いられている。
- 乗務員の車両メンテによる車両寿命が長く、他営業所よりも最古参車両の配置が多く見られる。

### ギャラリー

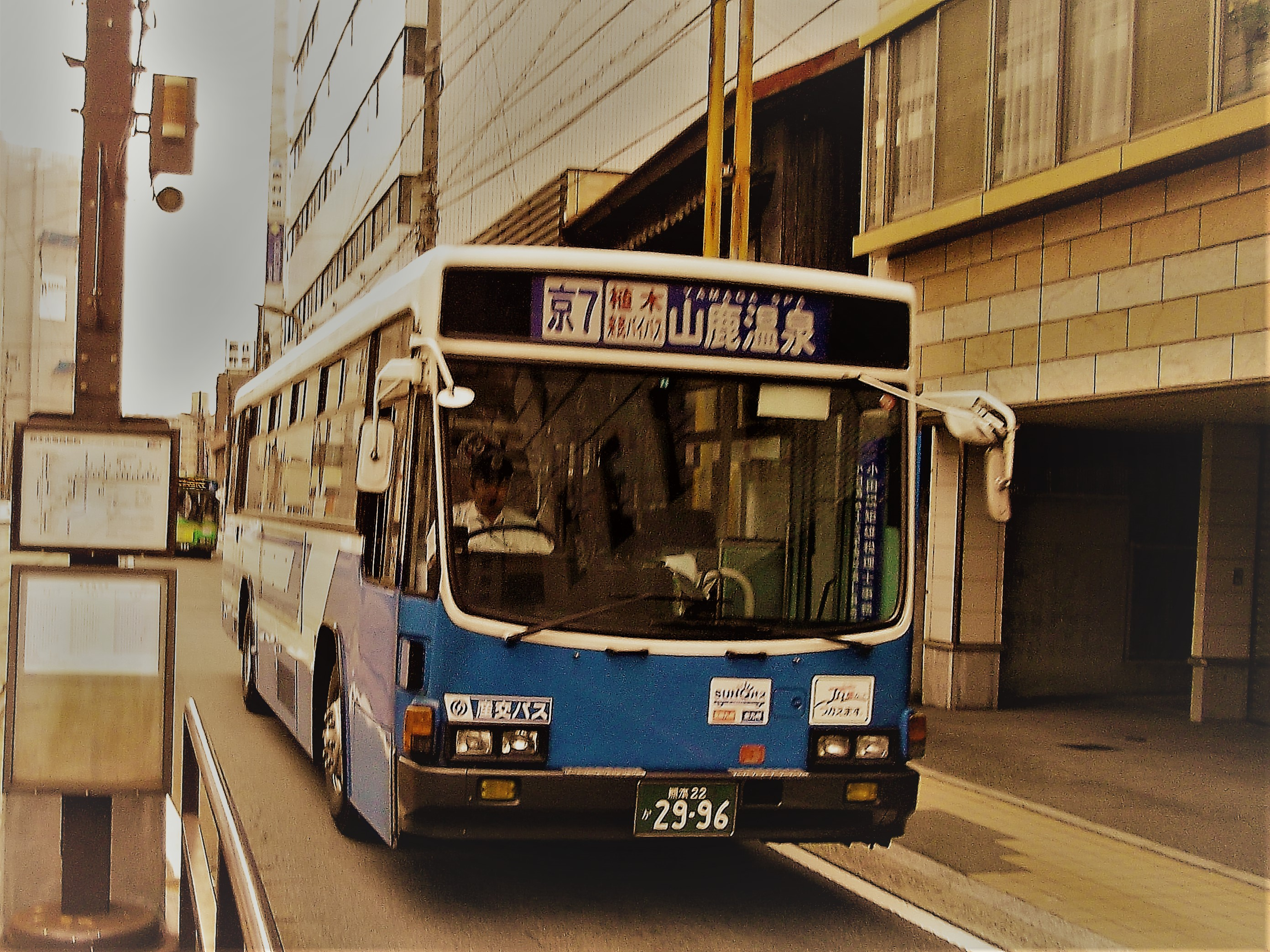
1995年式いすゞU-LV224Mキュービック（No.2996、2012年） この車は松橋から転属してきたもの。
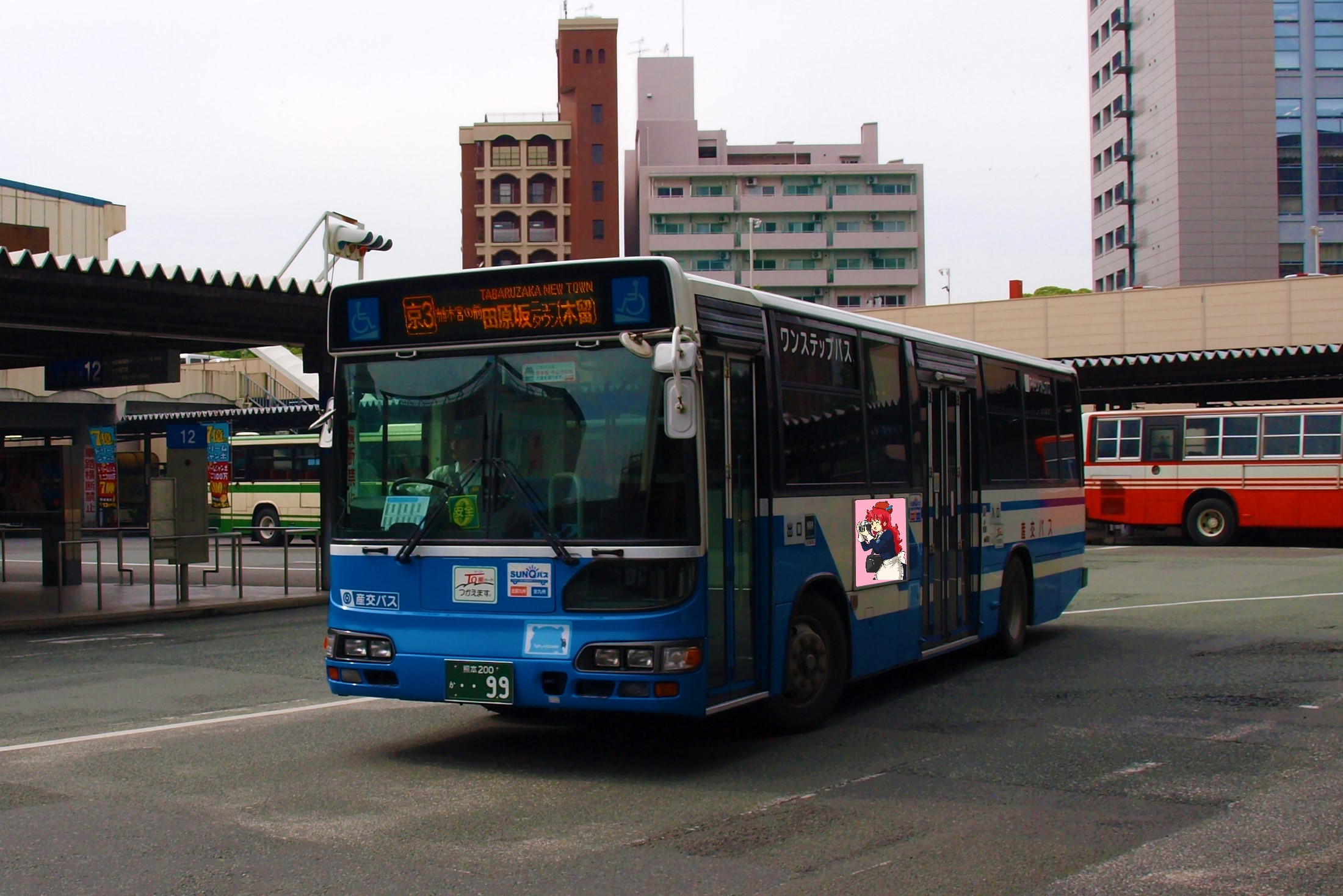
九州産交の自社導入車で唯一の純正車体、1999年式日野・ブルーリボンシティ（No.99、2015年）。2017年事故廃車。
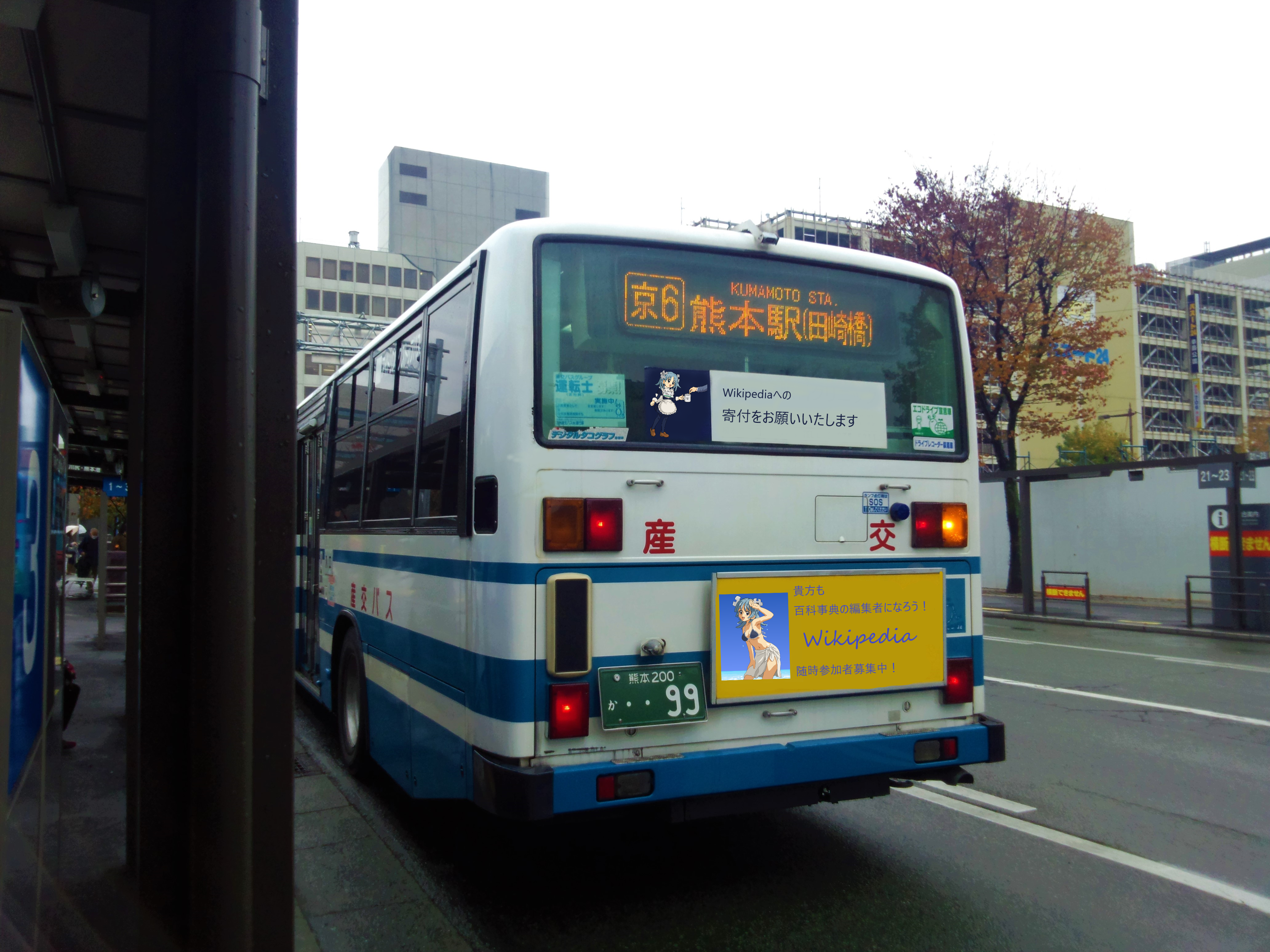
九州産交の自社導入車で唯一の純正車体日野・ブルーリボンシティ（No.99）のリア（2016年）
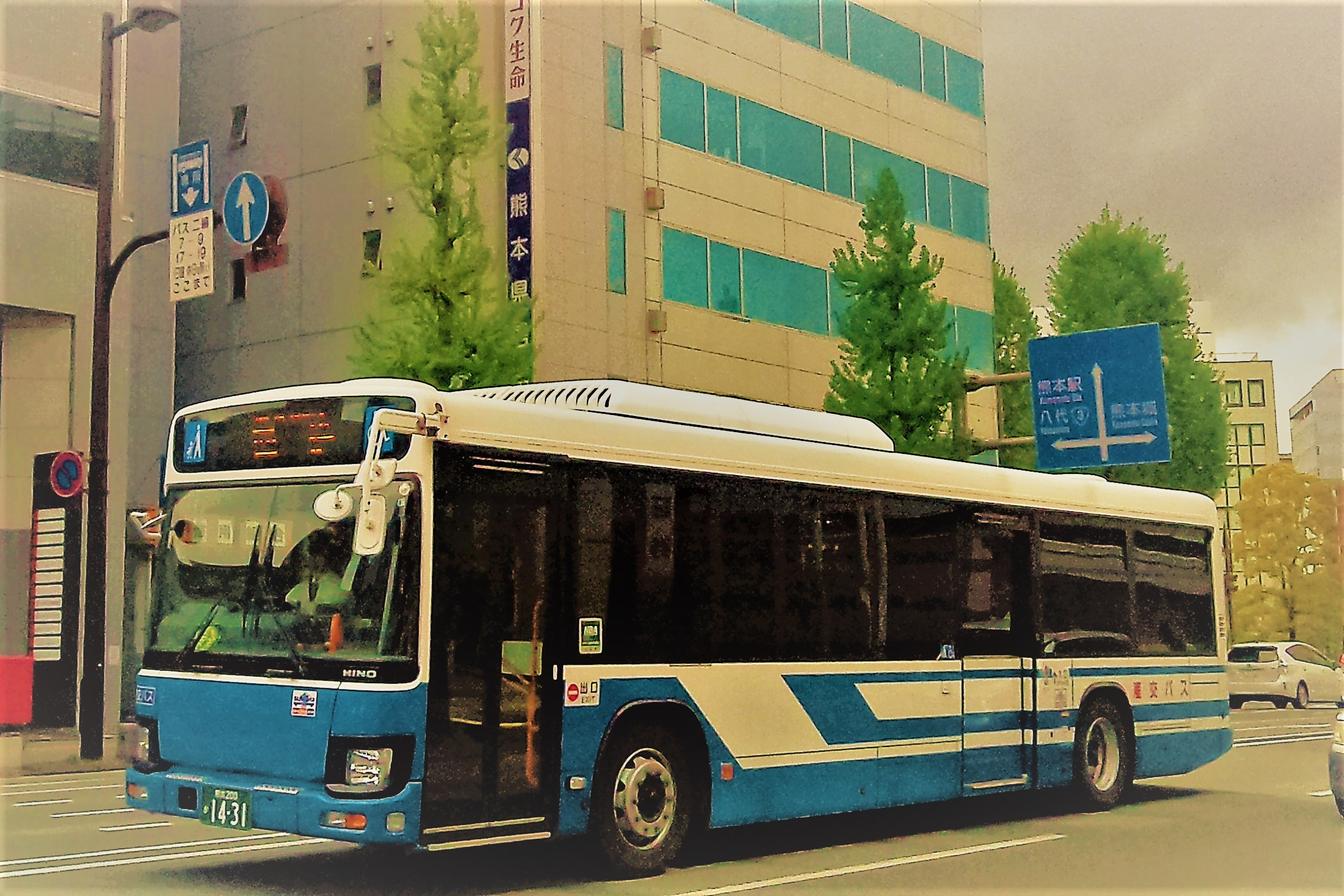
2017年に新車導入された日野・ブルーリボン（No.1431）。長尺車である（2018年）